# Rota (diplomatika)

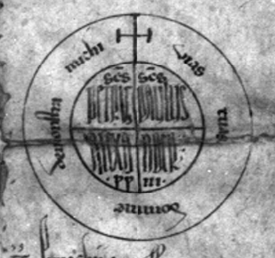
Rota Alexandra III.

Rota (z latiny: kruh) je v diplomatice označení pro způsob ověření autentičnosti listiny. Jedná se o kruhové znamení složené ze dvou soustředných kruhů s křížem, který rozděluje vnitřní kruh na čtyři části. Rota dosáhla největšího uplatnění v papežské kanceláři, ovšem užívala se ve středověku i jinde v Itálii a též u panovníků na Pyrenejském poloostrově. Na papežských privilegiích se vyskytuje od poloviny 11. století zhruba do poloviny 14. století.
Zavedení roty na papežských listinách lze vysledovat od doby vlády Lva IX. (1049-1054), kdy se současně začalo užívat i bene valete. Rota se nacházela na konci textu privilegia vlevo, napravo se umisťovalo bene valete. Od vlády papeže Paschala II. (1099-1118) jsou v horních polích jména apoštolů Petra a Pavla (Petrus | Paulus) a v dolních jméno papeže a jeho pořadí vyjádřené římskou číslicí. Ve vnějším kruhu bývala papežova deviza, případně jednotlivé vlastnoručně připsané značky.
Rota se objevila i na dalších dokumentech vydaných duchovními, kteří napodobovali způsob papežského potvrzení. Rota jako způsob ověření platnosti se také rozšířila mezi panovníky na Iberském poloostrově, kde se listinám opatřených tímto znamením říká privilegios rodados.